# Klimkowa Turnia

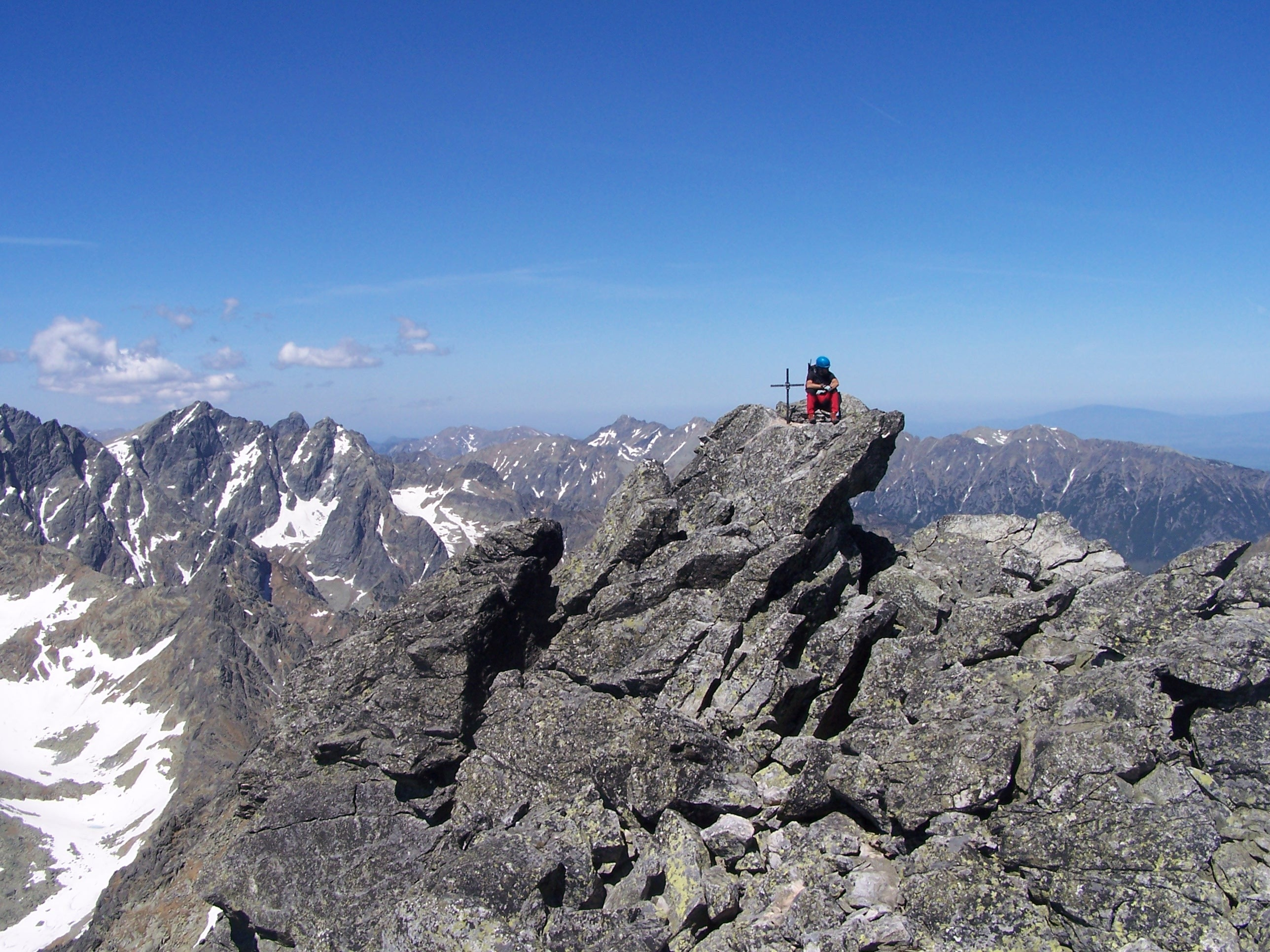
Klimkowa Turnia

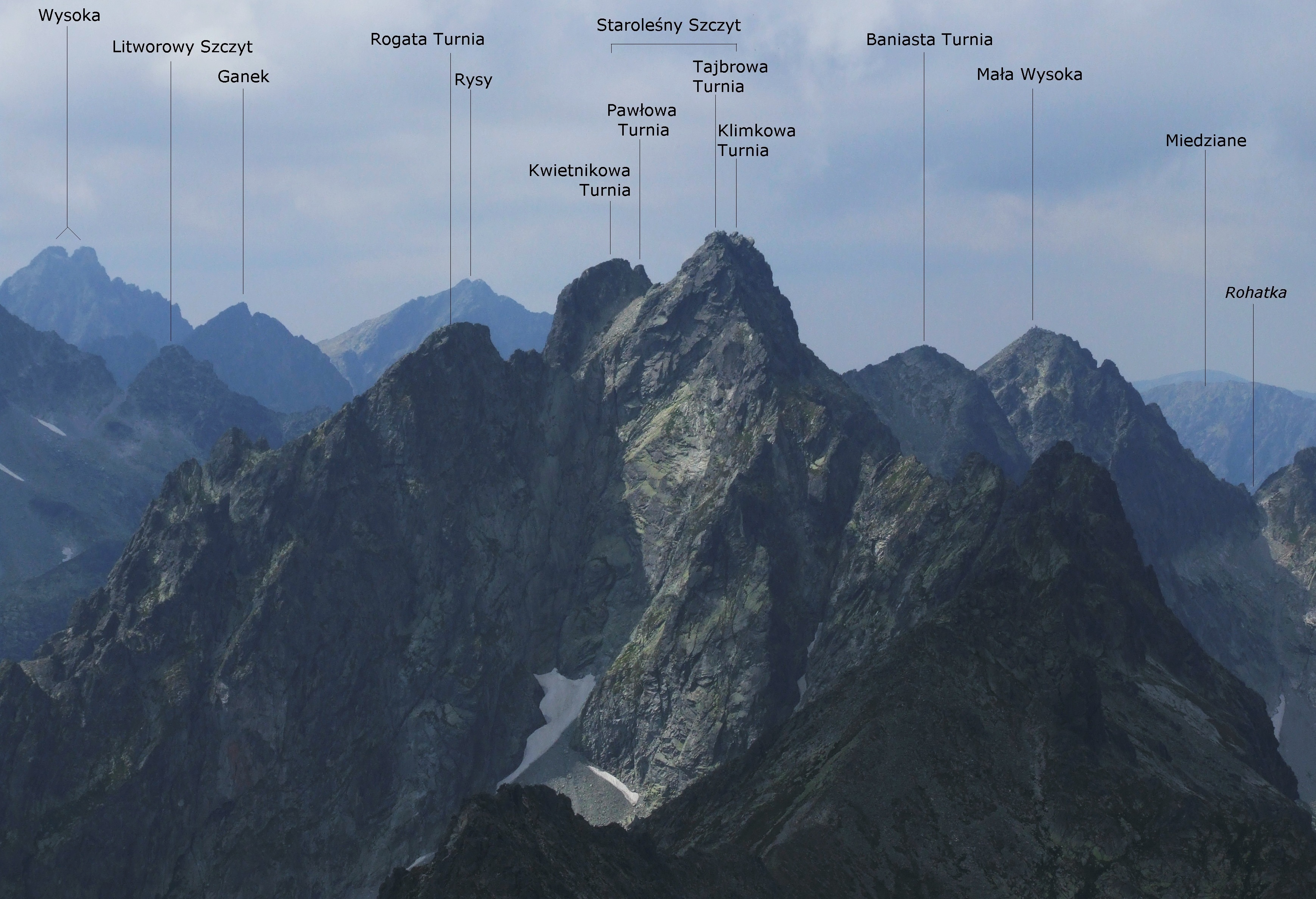
Widok na Klimkową Turnię ze Sławkowskiego Szczytu

Klimkowa Turnia (słow. Bradavica SV vrchol, niem. Gömöry-Turm, węg. Gömöry-torony, 2489 m) – jeden z dwóch wyższych wierzchołków Staroleśnego Szczytu w słowackich Tatrach Wysokich. Szczyt ten ma cztery wierzchołki. Klimkowa Turnia wraz z Tajbrową Turnią tworzą parę szczytów położonych po wschodniej stronie Klimkowych Wrótek. Po stronie zachodniej znajduje się Kwietnikowa Turnia i Pawłowa Turnia.
Klimkowa Turnia uważana jest za najwyższy wierzchołek Staroleśnego Szczytu, ale najnowsze pomiary lidarowe sugerują, że minimalnie wyższa może być Tajbrowa Turnia, na której umieszczono metalową tabliczkę z nazwą szczytu oraz skrzynkę wpisów.
Staroleśny Szczyt to jeden z najtrudniej dostępnych szczytów Tatr. Wchodzi się na niego przez Klimkowy Żleb wyprowadzający na Klimkowe Wrótka. Z nich wejście na Klimkową Turnię jest już łatwe, nie tworzy ona bowiem granitowego monolitu, lecz luźniejsze skupisko głazów. Na szczycie zamontowano niewielki, metalowy krzyż.
Nazwa turni, przełączki i opadającego z niej żlebu pochodzi od przewodnika tatrzańskiego – Klemensa Bachledy, który jako pierwszy 14 sierpnia 1892 roku zdobył Staroleśny Szczyt. W wyprawie tej brali udział Kazimierz Tetmajer, Tadeusz Boy-Żeleński, Edward Koelichen, Jan Koelichen, Franciszek Krzyształowicz i 4 przewodników zakopiańskich, ale Klimek Bachleda najpierw sam wszedł i wybrał drogę, a potem dopiero wyprowadził resztę grupy.
Na Staroleśny Szczyt nie prowadzi żaden szlak turystyczny, zgodnie z przepisami Tatrzańskiego Parku Narodowego wejście możliwe jest z przewodnikiem. 